# Эпопея
Эпопе́я (др.-греч. ἐποποιΐα, из ἔπος «слово, повествование» + ποιέω «творю») — обширное эпическое повествование в стихах или прозе о выдающихся национально-исторических событиях.
В переносном смысле: сложная, продолжительная история чего-либо, включающая ряд крупных событий.

## Происхождение
Возникновению эпопеи предшествовало обращение былевых песен полулирического, полуповествовательного характера, вызванных боевыми подвигами клана, племени и приуроченных к героям, вокруг которых они группировались. Песни эти складывались в крупные поэтические единицы — эпопеи, — запечатленные цельностью
личного замысла и построения, но лишь номинально приуроченные к тому или другому автору.
Так возникли гомеровские поэмы «Илиада» и «Одиссея», а также французские «песни о деяниях».

## Развитие и разновидности эпопеи
Поэтики Аристотеля и Горация возвели формы эпопеи в классические нормы, замкнув надолго изучение в небольшой круг образцов (Гомер, Вергилий). С открытием так называемой народной песни романтиками и школой братьев Гримм, а также с введением нового материала этнографами и фольклористами было положено начало изучению эпопеи на более широком историко-литературном основании..
В историко-литературной науке с XIX века термин эпопея часто употребляется в расширенном значении, охватывающем любое крупное произведение, обладающее признаками эпического построения.
В этом смысле различают «романы-эпопеи», где главные герои описываются на фоне крупных событий исторического значения: «Война и мир» Л. Н. Толстого, «Севастопольская страда» и «Преображение России» С. Н. Сергеева-Ценского, «Жизнь Клима Самгина» А. М. Горького, «Тихий Дон» М. А. Шолохова, «Хождение по мукам» А. Н. Толстого, «Последний из удэге» А. А. Фадеева.
В «героико-романических эпопеях» главные герои активно и целенаправленно участвуют в важных исторических событиях, в процессе которых происходит становление их личности: «Пётр I» А. Н. Толстого.
Отдельно выделяют «нравоописательные эпопеи» прозаической направленности, масштабно повествующие о комическом состоянии национального общества: «Гаргантюа и Пантагрюэль» Франсуа Рабле, «Мёртвые души» Н. В. Гоголя, «Остров пингвинов» Анатоля Франса.

### Эпическое фэнтези
Название фэнтезийной эпопеи пришло в русский язык из английского в виде словосочетания «эпическое фэнтези» (англ. epic fantasy), поскольку в английском языке русскому слову «эпопея» соответствует просто слово «epic», которое, будучи использованным в качестве прилагательного при переводе на русский, передаётся как «эпический».
Эпическое фэнтези (или по-другому — высокое фэнтези) описывается как содержащее три элемента:
- это должна быть трилогия или длиннее;
- его временной промежуток должен охватывать годы или более;
- оно должно содержать большую предысторию или вселенную, в которой происходит повествуемая история.

Роман Джона Толкина «Властелин колец» является образцом эпического фэнтези, хотя этот жанр не ограничивается лишь западной традицией: например, в арабском эпосе присутствует собрание сказок «Тысяча и одна ночь», а в индийской эпической поэзии присутствуют произведения «Рамаяна» и «Махабхарата».